# Constantin Ionescu (șahist)
Constantin Ionescu (n. 12 septembrie 1958, Orașul Stalin, România – d. 31 iulie 2024) a fost un șahist român, maestru internațional și mare maestru la șah.
A făcut parte din lotul României la opt olimpiade de șah (1986—2000).